# Everardia montana
Everardia montana är en halvgräsart som beskrevs av Henry Nicholas Ridley. Everardia montana ingår i släktet Everardia och familjen halvgräs.

## Underarter
Arten delas in i följande underarter:
- E. m. duidae
- E. m. glaucifolia
- E. m. guaiquinimae
- E. m. montana
- E. m. ptariensis
- E. m. velutina